# Педавена
Педавена (итал. Pedavena) — коммуна в Италии, располагается в провинции Беллуно области Венето.
Население составляет 4381 человек, плотность населения составляет 183 чел./км². Занимает площадь 24 км². Почтовый индекс — 32034. Телефонный код — 0439.
Покровителем коммуны почитается святой Иоанн Креститель. Праздник ежегодно празднуется 24 июня.